# João Bento de Medeiros Mântua
João Bento de Medeiros Mântua (Lagoa (Açores), 24 de Março de 1769 — Ponta Delgada, 18 de Novembro de 1837) foi um sacerdote franciscano secularizado, formado em Cânones pela Universidade de Coimbra (1803), que se dedicou à advocacia em Ponta Delgada, cidade onde teve grande influência política e por onde foi eleito deputado às Cortes Gerais e Extraordinárias da Nação Portuguesa de 1821-1822.

## Biografia
Nasceu na freguesia de Nossa Senhora do Rosário da vila da Lagoa, na ilha de São Miguel, Açores. Foi frade franciscano, mas optou pela secularização, partindo em 1798 para Coimbra onde se formou como bacharel em Direito Canónico (Cânones) no ano de 1803.
Fixou-se na cidade de Ponta Delgada empregando-se como capelão da Santa Casa da Misericórdia. Em 1803 obteve uma provisão que lhe permitia advogar, passando então a trabalhar como advogado, ganhando rapidamente fama de bom causídico.
Aderiu aos ideais do liberalismo e foi um dos líderes da Revolta de 1 de Março de 1821 que proclamou na cidade de Ponta Delgada um governo interino que aderiu à Revolução Liberal do Porto. Foi membro desse governo interino e, nesse mesmo ano de 1821, foi eleito deputado às Cortes Gerais e Extraordinárias da Nação Portuguesa, tendo como principal ponto programático a independência, isto é separação, da ilha de São Miguel em relação ao governo da Capitania Geral dos Açores então com sede na ilha Terceira.
Cumprindo esse mandato, nas Cortes Constituintes conseguiu a aprovação da Carta de Lei de 7 de Fevereiro de 1822 que previa a separação das ilhas de São Miguel e Santa Maria do governo da Capitania-Geral de Angra e a divisão do arquipélago dos Açores em três comarcas administrativas. A restauração do absolutismo que se seguiu à Vilafrancada tornou nula aquela lei, mas após as Guerras Liberais o objectivo seria conseguido, mantendo-se essa separação por mais de século e meio, até 1975.
Nas Cortes assumiu posições avançadas, entre as quais um pedido de extinção dos vínculos na ilha de São Miguel, posição que não teve vencimento mas que lhe granjeou poderosos adversários na ilha e desencadeou forte polémica com a elite terratenente capitaneada por Francisco Afonso da Costa Chaves e Melo e lhe impediu a reeleição.

## Obras publicadas
- Sincera refutação aos dolosos dois folhetins, que por parte da ilha Terceira sobre o governo de todas as ilhas dos Açores, se distribuiram na sessão de 8 de Novembro de 1821. Lisboa, Imp. Alcobia, 1821.
- Fundamentos do projecto de decreto, que para a abolição dos vínculos da ilha de São Miguel e nas mais dos Açores offerece ao Soberano Congresso o Deputado da referida ilha. Lisboa, Imp. Alcobia, 1822.[3]